# Johannes Bockholt (Musiker)
Johannes Bockholt ist ein deutscher Jazzschlagzeuger.

## Wirken
Bockholt studierte bis 1989 an der Hochschule der Künste Berlin Jazz bei Sigi Busch, David Friedman und Jerry Granelli. Nach seinem Studium übernahm er bis 1995 die Programmleitung des Berliner Jazz-Clubs A-Trane.
Seit ihrer Gründung im Jahre 1990 gehört er bis in die Gegenwart der Gruppe Out of Print mit dem Bassisten Dirk Strakhof und dem Pianisten Volker Kottenhahn an, die zunächst auch mit der Sängerin Céline Rudolph arbeitete. Die Gruppe erhielt 1992 den Ersten Preis beim bundesweiten Jazznachwuchswettbewerb in Leipzig, veröffentlichte 1994 ihr erstes Album, tourte u. a. durch Rumänien und Südafrika und hatte Rundfunkproduktionen beim WDR, NDR, MDR und ORB. Fünf weitere Alben folgten.
1994 erhielt er mit der Formation Linear Ensemble den Senatspreis der Stadt Berlin. Im gleichen Jahr wurde er Mitglied der Gruppe Improvisers Pool  (mit Alexander von Schlippenbach und Manfred Schoof), die im Folgejahr das Album Background for Improvisers mit Sam Rivers aufnahm.
1995 unternahm er mit dem Linear Ensemble eine Südostasien-Tournee im Auftrag des Goethe-Instituts, 1996 folgten eine Tournee durch Mittelamerika und ein Studienaufenthalt in New York. Seit 1997 arbeitet er mit The Globe Band (mit Jerry Granelli und Jane Ira Bloom). 2000 trat er beim Jazz Across the Border Festival in Berlin mit Nicolas Simion auf. Weitere musikalische Partner waren u. a. Aki Takase, Lauren Newton, Franz Bauer und Henriette Müller.
Bockholt unterrichtete 1999 bis 2009 als Gastprofessor an der Universidad Javeriana von Bogotá, wo er einen Studiengang für Jazzmusik einrichtete. Derzeit wirkt er als Dozent für Jazz-Ensemble und Improvisation an der Universität der Künste in Berlin.

## Diskographische Hinweise
- Céline Rudolph & Out of Print: Paintings, 1994
- Céline Rudolph & Out of Print: Book of Travels, 1996
- Céline Rudolph & Out of Print: Fishland Canyon, 1999
- Henriette Müller: Silberne Lachtränen (mit Simon Pauli), 2002
- Out of Print: Anthem for a Private Country, 2004
- Henriette Müller: Snake Dance (mit Marika Gejrot und Simon Pauli), 2004
- Out of Print: Dancing in the Brain (mit Dirk Strakhof und Volker Kottenhahn), 2015